# José Pacheco (político)
José Eduardo da Cunha Pacheco (Azores, 4 de febrero de 1971) es un político, actual diputado de la Asamblea Legislativa de las Azores y Presidente de CHEGA-Açores.
Fue diputado del grupo parlamentario CDS-Açores en 2004 y cercano al antiguo vicepresidente regional centrista, Paulo Gusmão. También fue diputado municipal en Lagoa. Fue el primer secretario general de CHEGA-Açores y uno de los dos primeros diputados de CHEGA en la Asamblea Legislativa de las Azores. También fue elegido Vicepresidente en la IV Convención de CHEGA, pero tras la V Convención abandonó la dirección nacional.

## Resultados de las elecciones

### Elecciones regionales en las Azores
| Data | Partido | Posición | %             | +/-   | Status  | Notas                              |
| ---- | ------- | -------- | ------------- | ----- | ------- | ---------------------------------- |
| 2020 | CHEGA   | 4.º      | 5,06 / 100,00 | Nuevo | Elegido | Secretario General de CHEGA-Azores |
| 2024 | CHEGA   | 3.º      | 9,19 / 100,00 | 4,13  | Elegido | Presidente de CHEGA-Azores         |